# Burials
Burials è il nono album in studio della band AFI di Berkeley, California. È stato pubblicato nel 2013 dalla Republic Records. Il frontman Davey Havok, in un'intervista a Rolling Stone, definisce il titolo dell'album perfetta espressione del sentimento prevalente lungo le tracce, una parola che evoca il silenzio che pervade i momenti di panico e ansia, di tradimento e crudeltà.

## Tracce
1. The Sinking Night – 2:18
2. I Hope You Suffer – 4:37
3. A Deep Slow Panic – 4:01
4. No Resurrection – 4:27
5. 17 Crimes – 2:57
6. The Conductor – 3:41
7. Heart Stops – 3:08
8. Rewind – 4:12
9. The Embrace – 3:25
10. Wild – 3:11
11. Greater Than 84 – 4:17
12. Anxious – 3:50
13. The Face Beneath the Waves – 5:10

## Formazione
- Davey Havok – voce
- Jade Puget – chitarra
- Hunter Burgan – basso
- Adam Carson – batteria, percussioni